# La Mer à l'aube (téléfilm)
Pour plus de détails, voir Fiche technique et Distribution.
La Mer à l'aube est un téléfilm franco-allemand réalisé par Volker Schlöndorff et diffusé en 2012.

## Synopsis
Le 21 octobre 1941, trois militants des jeunesses communistes abattent un officier allemand dans le centre de Nantes. En représailles, Hitler exige aussitôt l'exécution de cent cinquante otages français. À Paris, le général Otto von Stülpnagel tente de négocier le nombre des exécutions et demande à l'officier Ernst Jünger, par ailleurs écrivain, de noter le cours des événements. À Châteaubriant, en Loire-Atlantique, le sous-préfet Lecornu est chargé de désigner les otages qui seront fusillés au sein des prisonniers politiques internés au camp de Choisel. Parmi eux, l'adolescent Guy Môquet, 17 ans...

## Fiche technique
- Titre original : La Mer à l'aube
- Titre allemand : Das Meer am Morgen[1]
- Réalisation : Volker Schlöndorff
- Scénario : Volker Schlöndorff et Pierre-Louis Basse, basé sur les documents d'époque, inspiré d'après une nouvelle d'Heinrich Böll et les écrits d'Ernst Jünger
- Décors : Stéphane Makedonsky
- Costumes : Agnès Noden
- Photographie : Lubomir Bakchev
- Montage : Susanne Hartmann
- Son : Philippe Garnier, Damien Aubry, Éric Bonnard
- Musique : Bruno Coulais[2]
- Production : Bruno Petit, Olivier Poubelle
- Coproducteurs : Xavier Durringer, Thomas Teubner, Martin Choroba
- Sociétés de production : Les Canards Sauvages (France), Arte France, 7e Apache Films (France), Provibis Film (Allemagne) (de), en association avec Bayerischer Rundfunk (Allemagne), Norddeutscher Rundfunk (Allemagne), Südwestrundfunk (Allemagne), PROCIREP/ANGOA (France), avec le soutien des régions Île-de-France/Pays de la Loire et FFF Bayern (Allemagne) (de), avec la participation du CNC et de TV5 Monde
- Pays d'origine :  Allemagne,  France
- Langues originales : allemand, français
- Format : DCP[3] — couleur — image 16/9 — son stéréophonique
- Genre : drame, téléfilm historique, téléfilm biographique
- Durée : 90 minutes
- Date de première diffusion : 23 mars 2012 sur Arte

## Distribution
- Léo-Paul Salmain : Guy Môquet
- Marc Barbé : Jean-Pierre Timbaud
- Ulrich Matthes : Ernst Jünger
- Jean-Marc Roulot : Julien Touya
- Sébastien Accart : le sous-préfet Bernard Lecornu
- Martin Loizillon : Claude Lalet
- Jacob Matschenz : le soldat Otto
- Philippe Résimont : Désiré Granel
- Charlie Nelson : Victor Renelle
- Harald Schrott : le colonel Speidel
- Konstantin Frolov : le lieutenant du campement
- Christopher Buchholz : le commandant Kristucat
- Gilles Arbona : le docteur Maurice Ténine
- Arnaud Simon : Marc Bourhis
- Luc Florian : Georges Chassagne
- Victoire Du Bois : Odette Nilès
- Avec la participation de :
  - André Jung : le général Stülpnagel, gouverneur militaire de Paris
  - Jean-Pierre Darroussin : l'abbé Moyon
  - Arielle Dombasle : Charmille

## Distinctions

### Récompenses
- Fipa 2012 : FIPA d'or du meilleur interprète masculin à Léo-Paul Salmain.
- Festival des créations visuelles de Luchon 2012 : prix du meilleur réalisateur à Volker Schlöndorff.
- Festival du film de télévision de Baden-Baden 2012/Fernsehfilm-Festival Baden-Baden 2012 (de)[4] : 
  - Prix du meilleur film de télévision de l'Académie allemande des arts vivants (Deutsche Akademie der Darstellenden Künste)
  - Prix des étudiants de l'académie cinématographique du Bade-Wurtemberg (Studenten der Filmakademie Baden-Württemberg)

### Sélection
- Berlinale 2012 : téléfilm sélectionné dans la catégorie « Panorama » (première projection le 14 février 2012[1]).

## Production

### Genèse
- Volker Schlöndorff[5] : « J'ai entendu parler de cette histoire il y a 50 ans, alors que je passais mon bac en Bretagne. Au cours des années, il m'est devenu d'autant plus urgent d'en parler qu'à ma connaissance aucun réalisateur allemand n'a jamais fait un film sur l'Occupation. J'ai voulu proposer une reconstitution en mosaïque, un chant polyphonique, sans parti pris, à l'intention de tous ceux qui doutent du sens de l'Europe. »

### Scénario
- Suivant la trame de son propre roman La Mer à l'aube, le téléfilm de Volker Schlöndorff a pour thème les représailles après la mort de Karl Hotz. Volker Schlöndorff : « On m'a beaucoup dit : encore un film sur la Deuxième Guerre mondiale ! »[6]. Le réalisateur s'est notamment inspiré d'un texte d'Ernst Jünger publié pour la première fois en 2005 sur les exécutions d'otages[6]. Pour les soldats allemands ayant participé aux exécutions, il s'est basé sur la nouvelle de Heinrich Böll qui relatait son expérience de jeune soldat allemand sur le mur de l'Atlantique[6].

### Tournage
- Extérieurs : le camp de Choisel a été reconstitué au camp militaire de Montlhéry[6] (Essonne), Nantes (Loire-Atlantique), Paris.

## Vidéographie
- La Mer à l'aube de Volker  Schlöndorff, Arte Éditions, 2012, 1 DVD PAL, zone 2, son Dolby 5.1, format d'image 16/9 [présentation en ligne]Sous-titres allemand, français, et sourds et malentendants. Bonus : contexte historique avec témoignages (52 min). Durée totale 144 min.